# 레췬스역
레췬스역(독일어: Bahnhof Rhäzüns)은 스위스 레췬스에 있는 역이다. 래티셰 철도의 1,000mm 미터궤 란트콰르트-투지스선에 위치해 있다.

## 운행편
다음 서비스는 레췬스에서 정차한다.
- 레기오 :
  - 생모리츠와 쿠어 사이의 제한된 서비스
- 쿠어 S-반 :
  - S1 : 쉬어스에 매시간 서비스
  - S2 : 투지스와 쿠어 간 매시간 운행